# Paraliparis australiensis
Paraliparis australiensis és una espècie de peix pertanyent a la família dels lipàrids.

## Descripció
- La femella fa 16,4 cm de llargària màxima.
- Nombre de vèrtebres: 65.[5]

## Hàbitat
És un peix marí i batidemersal que viu entre 1.090 i 1.160 m de fondària al talús continental.

## Distribució geogràfica
Es troba a l'Índic sud-oriental: davant les costes d'Austràlia Meridional.

## Costums
És bentònic.

## Observacions
És inofensiu per als humans.